# Lauri Madise
Lauri Madise (* 1974 in Tartu) ist ein estnischer Jurist. Er ist Richter am Gericht der Europäischen Union.

## Leben und Wirken
Madise studierte Rechtswissenschaften an der Universität Poitiers und an der Universität Tartu, wo er 1998 seinen Abschluss machte. Bereits seit 1995 arbeitete er als Berater für das estnische Justizministerium, bevor er ab 1999 das Sekretariat des Verfassungsausschusses des estnischen Parlaments leitete. 2002 wechselte er in den estnischen Justizdienst und wurde als Richter am Berufungsgericht Tallin eingesetzt. Ab 2005 war er auch als Mitglied des Prüfungsausschusses für Richter und Staatsanwälte tätig und war unterstützend bei Gesetzgebungsarbeiten im Bereich des Verfassungs- und des Verwaltungsrechts tätig.
Am 23. Oktober 2013 wurde Madise zum Richter am Gericht der Europäischen Union ernannt, wo er seitdem tätig ist.
Madise ist mit der estnischen Justizkanzlerin und Hochschullehrerin Ülle Madise verheiratet.